# Cima del Sol
Cima del Sol es una localidad del estado mexicano de Jalisco. Es parte del municipio de Tlajomulco de Zúñiga.

## Demografía
| Censo | Población |
| ----- | --------- |
| 2010  | 2 290     |
| 2020  | 6 787     |